# كبيرو سوكوتو
كبيرو عمر أبو بكر ديكو ويعرف أيضًا كبيرو سوكوتو هو مدان مسلح نيجيري، وعضو في الجماعة الإسلامية النيجيرية المسلحة بوكو حرام. ولد في شمال نيجيريا التي يسكنها شعب الهوسا وقبيلة الفولاني في الغالب. كان العقل المدبر لتفجير كنيسة القديسة تيريزا للروم الكاثوليك في يوم عيد الميلاد في 25 ديسمبر 2011 في مادالا بولاية النيجر مما أدى إلى مقتل 37 مسيحيًا. تم القبض على سوكوتو وهرب من الحجز في اليوم التالي، وأعيد اعتقاله بعد شهر. في 21 ديسمبر 2013 حُكم على سوكوتو بالسجن مدى الحياة. أثناء محاكمته، قال رئيس المحكمة إن سوكوتو لم يظهر أي ندم على أفعاله.